# Drosophila hydei (artundergrupp)
Drosophila hydei är en artundergrupp inom släktet Drosophila, undersläktet Drosophila och artgruppen Drosophila repleta. Artgruppen består av sju arter.

## Arter

### ArtkomplexetDrosophila bifurca
- Drosophila bifurca Patterson & Wheeler, 1942

### ArtkomplexetDrosophila hydei
- Drosophila hydei Sturtevant, 1921

### Övriga arter
- Drosophila eohydei Wasserman, 1962
- Drosophila guayllabambae Rafael & Arcos, 1988
- Drosophila neohydei Wasserman, 1962
- Drosophila nigrohydei Patterson & Wheeler, 1942
- Drosophila novemaristata Dobzhansky & Pavan, 1943